# Аасен, Фрида
Фрида Аасен (норв. Frida Aasen; род. 5 декабря 1994, Кристиансанн, Вест-Агдер) — норвежская фотомодель.

## Биография
Фрида является победителем нескольких соревнований по верховой езде.
Скаут Донна Иоанна заметила Аасен, когда та делала покупки в торговом центре.
В 2012 году была представлена в самом первом издании журнала Карин Ройтфельд CR Fashion Book.
В 2013 году журнал Vogue назвал Аасен заметным лицом наряду с Мартой Хант и Келли Гейл.
Аасен часто позирует для каталогов Victoria's Secret.
Аасен появлялась в рекламе и каталогах таких брендов, как Tory Burch, Victoria's Secret, H&M, Nasty Gal, Dsquared2 и Saks Fifth Avenue. Она участвовала в показах Prada, Loewe, Louis Vuitton, Fendi, Blumarine, Just Cavalli, Salvatore Ferragamo, DKNY, Дерека Лэма, Каролины Эрреры, Анны Суи, Cushnie, Тори Бёрч и Джереми Скотта.
Фрида была представлена на обложках модных журналов, таких как Dazed and Confused, Elle и Madame Figaro, а также в передовицах для Numéro, Vogue Deutschland, V, LOVE, Marie Claire, Flair, CR Fashion Book, Exit, 10 Magazine и Russh.
Участвовала в показах Victoria's Secret в 2017 и 2018 году.
В июле 2022 года Фрида вышла замуж за итальянского бизнесмена Томми Кьябра, с которым встречалась с 2019 года. Свадьба прошла в церкви Святого Мартина, в Портофино. На церемонии Фрида носила шикарное платье Elie Saab, среди гостей были Хлоя Грин, Наташа Поли, а также близкая подруга Фриды модель Синди Мелло.